# Wijken en buurten in Midden-Delfland
De Nederlandse gemeente Midden-Delfland is voor statistische doeleinden onderverdeeld in wijken en buurten. De gemeente is verdeeld in de volgende statistische wijken:
- Wijk 00 Schipluiden (CBS-wijkcode:184200)
- Wijk 00 Maasland (CBS-wijkcode:184201)

Een statistische wijk kan bestaan uit meerdere buurten. Onderstaande tabel geeft de buurtindeling met kentallen volgens het Centraal Bureau voor de Statistiek (2008):
| CBS-buurtcode | Buurtnaam                                | Inwonertal | Opp. totaal (ha) | Opp. land (ha) | Ligging                |
| ------------- | ---------------------------------------- | ---------- | ---------------- | -------------- | ---------------------- |
| BU18420000    | Schipluiden                              | 3660       | 112              | 107            | Locatie in de gemeente |
| BU18420001    | Den Hoorn                                | 6280       | 306              | 296            | Locatie in de gemeente |
| BU18420002    | Hodenpijl                                | 120        | 285              | 274            | Locatie in de gemeente |
| BU18420004    | Gaag-Schipluiden                         | 130        | 324              | 314            | Locatie in de gemeente |
| BU18420005    | Negenhuizen en Zouteveen                 | 470        | 1207             | 1182           | Locatie in de gemeente |
| BU18420007    | 't Woudt                                 | 30         | 19               | 19             | Locatie in de gemeente |
| BU18420009    | Verspreide huizen Schipluiden            | 400        | 687              | 673            | Locatie in de gemeente |
| BU18420100    | Maasland                                 | 4310       | 125              | 123            | Locatie in de gemeente |
| BU18420101    | Ter Lucht                                | 200        | 156              | 146            | Locatie in de gemeente |
| BU18420103    | Gaag-Maasland                            | 530        | 682              | 648            | Locatie in de gemeente |
| BU18420106    | Dijkpolder                               | 1080       | 32               | 32             | Locatie in de gemeente |
| BU18420108    | Verspreide huizen Dijkpolder             | 50         | 244              | 244            | Locatie in de gemeente |
| BU18420109    | Verspreide huizen Duifpolder en omgeving | 190        | 758              | 678            | Locatie in de gemeente |